# Jackson Nascimento
Jackson Nascimento (Paranaguá, 24 de agosto de 1924) é um ex-futebolista e advogado brasileiro.

## Biografia
Filho de José Tomaz do Nascimento, um dos fundadores do C.A. Antoninense, o parnanguara deu seus primeiros chutes no time litorâneo que o seu pai ajudou a fundar em 1927.
Em 1935 passa a morar e estudar em Curitiba, no internato do Liceu Rio Branco e assim entra para as categorias de base do Atlético Paranaense. Quando já estava cursando engenharia, na capital, contraiu tifo e desta maneira abandona a faculdade e o clube para retornar a cidade litorânea.
No ano de 1942 volta a Curitiba para jogar no juvenil do Atlético e retoma os estudos, agora no curso de Direito, formando-se no ano de 1951.
Em 1944 Jackson profissionaliza-se como “meia” no Atlético, formando com o colega Cireno uma das melhores duplas ofensivas do campeonato parananense. Com uma postura integra e contida, o meia foi um dos ganhadores do Prêmio Belfort Duarte, prêmio este concedido para os jogadores que nunca foram expulsos na carreira.
Jackson jogou no Atlético Paranaense de 1944 a 1949. Logo em seguida foi para a cidade de São Paulo jogar no Corinthians.
Em 1953 já estava jogando, novamente, pelo Atlético Paranaense e no campeonato estadual deste ano fez 21 gols dos 359 da competição, tornando-se artilheiro.
No Clube Atlético Paranaense chegou a marca de 140 gols marcados, tornando-se um dos maiores goleadores do time rubro-negro. O “meio-esquerdo” também fez parte do ataque do “Furacão”, alcunha do time campeão de 1949 e é deste time que provém o apelido do clube.
Aposentou-se das chuteiras em 1956 mas não da vida esportiva ou do clube que adotou na condição de torcedor.
Em 1958 fez parte da comissão técnica do clube, juntamente com Pedro Sthengel Guimarães e o Caju, tornando-se campeão estadual neste ano.
Entre os anos de 1958 e 1968 foi diretor técnico e administrativo no rubro negro paranaense a após isso tornou-se somente torcedor e ídolo da massa atleticana e é sempre lembrado em todos os eventos, de cunho histórico, que o clube realiza.
Como curiosidade, o ídolo artilheiro do rubro negro paranaense tem a mesma idade do clube, sendo mais novo por apenas cinco meses.

## Títulos

### Como Jogador
Clube Atlético Antoninense
- Bicampeão da Liga do Litoral - 1941 e 1942.[4]

Atlético Paranaense
- Campeão paranaense de 1945
- Campeão paranaense de 1949
- Artilheiro do campeonato paranaense de 1953 – 21 gols marcados

Corinthians
- Campeonato Paulista: 1951 e 1952.

### Como Técnico
Atlético Paranaense
- Campeonato Paranaense: 1958

## Prêmios / Homenagens
- Prêmio Belfort Duarte - concedido pela CBF em 1950 -  medalha de prata (para profissionais).
- Integrante da seleção dos 80 anos do CAP - concedido pelo Clube Atlético Paranaense em 2004.